# David O. McKay
David Oman MacKay (Huntsville, Utah; 8 de septiembre de 1873-Salt Lake City, Utah; 18 de enero de 1970), líder religioso y noveno presidente de La Iglesia de Jesucristo de los Santos de los Últimos Días desde 1951 cuando murió su predecesor George Albert Smith hasta su muerte en 1970. Fue ordenado apóstol en 1906 pasando a formar parte del Cuórum de los Doce Apóstoles. Como presidente de la Iglesia de Jesucristo de los Santos de Los Últimos Días es considerado como profeta, vidente y revelador de Dios con derecho a la revelación en favor de todo el género humano. 

## Biografía
David Oman McKay nació el 8 de septiembre de 1873 en una granja en Huntsville, territorio de Utah. Fue el tercer hijo de David MacKay y Jennette Evans Eveline MacKay. Su madre Jennette, era una inmigrante galesa de Merthyr Tydfil en el sur de Gales. Su padre era un inmigrante escocés que sirvió dos años en una misión de la Iglesia de Jesucristo los santos de los últimos  días en Escocia en 1880. Después de que su padre se fuera a la misión y sus dos hermanas mayores murieron, el joven David O. McKay tomó responsabilidades para ayudar a su madre. McKay dedicó el templo de Los Ángeles, California.